# Miguel Ángel Martín (Golfspieler)
Miguel Ángel Martín (* 2. Mai 1962 in Madrid) ist ein spanischer Profigolfer.

## Werdegang
Der ehemalige Caddie startete 1981 seine Laufbahn als Berufsgolfer. Martin ist seit mehr als zwanzig Saisonen Mitglied der European Tour und wurde 2005 der erste kontinentaleuropäische Golfer, der 500 Starts auf dieser großen Turnierserie aufweisen kann. Sein bestes Ranking in der European Tour Order of Merit ist ein 17. Platz. Martin hat bislang drei Turniersiege zu verzeichnen und war Mitglied des siegreichen spanischen Teams im Dunhill Cup des Jahres 2000. 
Für den Ryder Cup 1997 war er qualifiziert, konnte aber wegen einer Handgelenksverletzung nicht mitmachen.
Seit 2012 spielt er auf der European Seniors Tour.
Miguel Angel Martin ist seit 1990 mit seiner Frau Mercedes verheiratet. Die beiden haben zwei Kinder und leben in Madrid. 

## European-Tour-Siege
- 1992: Open de France
- 1997: Heineken Classic
- 1999: Moroccan Open

## Andere Turniersiege
- 1986: SHA Grand Prix (Argentinien)
- 1987: Spanish PGA Championship, Madrid Championship, South Open (Argentinien), Carilo Open (Argentinien)
- 1996: Campeonato de Espana
- 2000: Madrid Championship
- 2004: Madrid Championship

## Teilnahmen an Teambewerben
- Alfred Dunhill Cup: 1991, 1994, 1997, 2000 (Sieger)
- World Cup: 1997, 1998, 1999
- Europcar Cup: 1988